# ميغيل أسيفال
ميغيل أسيفال (بالإسبانية: Miguel Aceval)‏ (8 يناير 1983 بسانتياغو في تشيلي - ) هو لاعب كرة قدم تشيلي في مركز الدفاع. شارك مع منتخب تشيلي لكرة القدم. أما مع النوادي، فقد لعب مع كولو-كولو ونادي أوهيجينس ونادي تورونتو ويونيون إسبانيولا وكوريكو يونيدو وهواتشيباتو وDeportes Temuco ‏ وأونيفرسيداد دي كونسيبسيون ‏.

## روابط خارجية
- ميغيل أسيفال على موقع الدوري الأمريكي (الإنجليزية)
- ميغيل أسيفال على موقع قاعدة بيانات كرة القدم.إي يو (الإنجليزية)
- ميغيل أسيفال على موقع ناشيونال فوتبول تيمز (الإنجليزية)
- ميغيل أسيفال على موقع Soccerway.com (الإنجليزية)
- ميغيل أسيفال على موقع عالم كرة القدم.نت (الإنجليزية)